# داندک (مریلند)
داندک (به انگلیسی: Dundalk) شهری در ایالت مریلند کشور ایالات متحده آمریکا است که جمعیت آن در سرشماری سال ۲۰۱۰ میلادی، ۶۳٬۵۹۷ نفر بوده‌است.